# غوستاف فون تزانجين

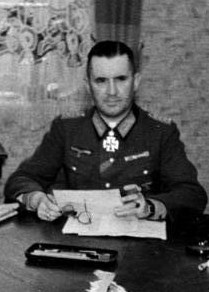
قائد الجيش الخامس في الفيرماخت غوستاف فون تزينجين

كان غوستاف أدولف كارل فريدريش إرنست فون تزانجين  (7 نوفمبر 1892 - 1 مايو 1964) جنرالًا ألمانيًا في الفيرماخت أثناء الحرب العالمية الثانية وقائدًا للجيش الخامس عشر في هولندا عام 1944 أثناء الحرب العالمية الثانية. حصل على صليب الفارس للصليب الحديدي مع أوراق البلوط من ألمانيا النازية.

## عمله
ولد فون تزانجين في عام 1892، وانضم إلى الجيش الألماني وخدم خلال الحرب العالمية الأولى، وحصل على الصليب الحديدي.
خلال الحرب العالمية الثانية، تولى قيادة فرقة المشاة السابعة عشرة على الجبهة الشرقية، إضافة إلى فيلق عسكري في فرنسا عام 1943 وكتيبة عسكرية في إيطاليا قبل تعيينه لقيادة الجيش الخامس عشر على الجبهة الغربية. بعد أن احتل ممر كاليه خلال حملة عام 1944 في فرنسا، أُجبر فون تزانجين على إخلاء جيشه، إلى جانب أقسام جيوش أخرى، عبر نهر سخيلده (شيلدت) إلى جزيرة والتشيرين وجنوب بيفيلاند.
وخلال عمليات الإخلاء تعرضوا للهجوم خلال معركة شيلدت 2 تشرين الأول- 8 تشرين الثاني من عام 1944. نشر قوته ضد تقدم الحلفاء في هولندا. في 24 تشرين الأول 1944، قصف سلاح الجو الملكي البريطاني مقره في دوردريخت. خلال هجوم آردين الذي بدأ في 16 كانون الأول 1944، تم تكليف جيشه الخامس عشر لمواجهة القوات البريطانية والأمريكية شمال بولج (انظر أيضًا عملية بلاككوك، عملية القنبلة اليدوية) استسلم فون تزينجين في نيسان 1945 في معركة جيب الرور.
توفي عام 1964 في هاناو.